# گئورگ آساطور
گئورگ کُستانتینی آساطوریان (ارمنی: Գևորգ Կոստանդինի Աստվածատրյան متولد ۱۸ ژوئن [سبک قدیمی: ۶ ژوئن] ۱۸۶۸؛ درگذشت ۷ اکتبر ۱۹۳۷) معروف به گئورگ آساطور (ارمنی: Գևորգ Ասատուր) ایران‌شناس ارمنی و استاد دانشگاه ایروان بود.

## زندگی‌نامه
گئورگ آساطور در ۶ ژوئن ۱۸۶۸ در تفلیس به دنیا آمد. دانشکدهٔ باستان‌شناسی و زبان‌های شرقی را در پترزبورگ (لنینگراد) به پایان رسانید. او به استادی در دانشگاه دولتی ایروان برگزیده شد و به عنوان شاعر وارد صحنهٔ ادبیات شد و آثارش در نشریات ادواری به چاپ می‌رسید. آساطور در سال ۱۹۳۷ درگذشت.

## آثار
مهمترین آثار آساطور در ارتباط با ادبیات فارسی و خاور نزدیک عبارتند از:
- تاریخ ادبیات خاورِ نزدیک
- رستم و سهراب.